# Topolino pianista
Topolino pianista (The Jazz Fool) è il titolo del dodicesimo cortometraggio di Topolino uscito nel 1929.
Uscito il 5 luglio 1929.

## Trama
Topolino questa volta lo troviamo nei panni di un suonatore di organetto mobile accompagnato da una banda di simpatici animali chiamata Mickey's Big Road Show.
Fermatisi, Topolino trasforma il carretto in un piccolo palcoscenico dove intrattiene il pubblico con un divertente spettacolo musicale; ma Topolino si lascia prendere dalla frenesia e comincia a suonare con forza e brutalità il suo pianoforte che si arrabbia e lo azzanna al sedere causando l'ilarità di tutti.